# Banca centrale del Venezuela
La Banca centrale del Venezuela (in spagnolo:  Banco Central de Venezuela, BCV) è la banca centrale del Venezuela.
Tra le sue attività, si segnala il mantenimento di un tasso di cambio fisso per il bolívar.

## Storia
Il presidente Eleazar López Contreras nominò nel 1937 una commissione, guidata da quello che sarebbe poi diventato il suo ministro dello Sviluppo, Manuel Egaña , per studiare il funzionamento e la regolamentazione delle banche centrali del Nord e del Sud America. Questa commissione emanò un disegno di legge che fu finalmente approvato l'8 settembre 1939 dal Congresso degli Stati Uniti del Venezuela. Tale legge – pubblicata nella Gazzetta Ufficiale n. 19.974 – autorizza la creazione della Banca Centrale del Venezuela , con lo scopo di regolare la circolazione monetaria e il credito per evitare fluttuazioni su larga scala della valuta.  Inoltre, la sua funzione principale sarebbe quella di regolare e monitorare il commercio di oro e valute.
La BCV iniziò le sue attività il 15 ottobre 1940 e il 1 gennaio 1941 iniziò formalmente ad operare con José María Herrera Mendoza come primo presidente. Per questo è stato necessario consegnare l'oro e le banconote emesse dalla Banca del Venezuela, Banco Mercantil y Agrícola, Banco de Maracaibo, Banco Comercial de Maracaibo, Venezolano de Crédito e Banco Caracas: questi ultimi due si sono rifiutati di consegnare l'oro immagazzinato nelle loro banche e furono citati in giudizio dalla BCV, concludendo il contenzioso nel 1956 con l'incenerimento delle banconote e il trasferimento totale dell'oro che garantiva il bolivar.
Ha la sua sede principale all'angolo di Carmelitas, in Avenida Urdaneta a Caracas. Dal 1977 ha anche una sede secondaria a Maracaibo,  situata in Calle 93, e altre due nello Stato di Bolivar, a El Callao e a Ciudad Guayana. Nel 1998 ha inaugurato la Plaza Juan Pedro López situata dietro la sede della banca. Da allora si occupa di programmare incontri culturali in piazza.
Fin dalla sua nascita, alla BCV fu dato il chiaro mandato di controllare la politica monetaria della nazione, centralizzando le operazioni di una manciata di banche private che coniavano la valuta venezuelana, il bolívar. Per quasi 50 anni la BCV è riuscita a sostenere una valuta notevolmente forte, con tassi di inflazione che si aggiravano intorno al 2-3% durante quel periodo.

### L’eccesso di petrolio degli anni ’80
Tuttavia, a partire dall’eccesso di petrolio degli anni ’80 e dalla prima grave svalutazione della moneta nel 1983 (conosciuta in Venezuela come Viernes Negro, o Venerdì Nero), il bolívar è stato afflitto da instabilità cronica, sfiducia e calo del valore, alimentati dal continuo aumento dell’inflazione, che ha superato la stima per il 2018 dell’1 milione%. La maggior parte delle riserve valutarie sono detenute in lingotti d'oro in Germania (quasi il 64%).
Fino al 2015 il Sistema Supplementare per l’Amministrazione della Valuta Estera (SICAD) operava come sistema di cambio alternativo per imprese e privati. Data la sua inefficacia e il continuo aumento del tasso di cambio parallelo (mercato nero), il sistema è stato interrotto a favore del "Sistema valutario complementare", noto con il suo acronimo spagnolo DICOM.
Il 14 luglio 2016, Citibank ha deciso di sospendere il servizio dei conti pubblici e di alcuni conti personali legati al governo secondo indici economici che presentavano un rischio elevato, mentre il presidente Maduro ha accusato di blocco finanziario; la decisione è stata presa secondo il risultato di un'analisi della gestione del rischio in considerazione del calo delle riserve del Venezuela, della difficoltà di onorare il suo debito estero e dell'origine poco chiara delle sue transazioni finanziarie; si menziona che la Banca Centrale del Venezuela ha un periodo di 30 giorni per cambiare i propri conti con un'altra entità finanziaria.

### Iperinflazione (2017)
Dal dicembre 2017 in Venezuela il CPI ha presentato un comportamento che si adatta alla maggior parte delle definizioni di iperinflazione, la prima nella storia del paese. La banca, soggetta a un forte controllo da parte del ramo esecutivo del governo venezuelano, ha cessato la pubblicazione di parametri come l'indice dei prezzi al consumo e la variazione del prodotto interno lordo, creando un vuoto che ha lasciato gli investitori e il pubblico in uno stato generale di scompiglio.

### Sanzioni (2019)
Il 19 aprile 2019, il Dipartimento del Tesoro degli Stati Uniti ha sanzionato la Banca Centrale BCV, che limita le transazioni e proibisce "l'accesso ai dollari del Paese. Il 16 aprile 2020, Citibank chiude i conti della BCV per ordine emesso dal Segretariato del Tesoro degli Stati Uniti e viene trasferito su un altro conto della Banca federale a nome della BCV ma gestito da deputati dell'opposizione. La Banca Centrale del Venezuela (BCV) ha denunciato che gli Stati Uniti e un gruppo di deputati contrari al governo di Nicolás Maduro le hanno rubato una somma di denaro pari a circa 342 milioni di dollari.

## Debito pubblico
Il debito pubblico venezuelano è amministrato dalla Banca Centrale del Venezuela, ed è costituito dai debiti che lo Stato venezuelano mantiene nei confronti di individui che possono essere venezuelani o di un altro paese: comprendono il debito estero e il debito interno. Il debito estero totale del Venezuela per l'anno 2018 è stato di 160.831 milioni di dollari e per quell'anno rappresenta il 186% del prodotto interno lordo. La BCV non ha pubblicato un rapporto ufficiale, si stima che la maggior parte del debito sia sostenuto dai titoli sovrani e obbligazioni PDVSA emesse durante il governo di Hugo Chávez, altri debiti verso accordi con paesi come Cina e Russia e un terzo gruppo è dovuto a pagamenti pendenti per le espropri di società transnazionali. Nel 1998 il debito estero del Venezuela ammontava a 28.000 milioni di dollari, di cui 23.000 milioni di dollari erano debito della Repubblica e 5.000 milioni di dollari di PDVSA. Entro luglio 2021 il Venezuela ha un "dovuto debito" sul suo debito estero che accumula quasi 80 miliardi di dollari compresi gli interessi perché ha smesso di pagare dal 2017. Nel novembre 2022, il debito estero venezuelano ammontava a circa 80 miliardi più interessi accumulati; inoltre ha avuto 59 cause giudiziarie mediante arbitrato di cui 22 si sono conclusi con una condanna contro Repubblica e PDVSA. Altri 15 casi sono stati archiviati per motivi procedurali, 7 casi hanno raggiunto un accordo tra l'investitore e la Repubblica o PDVSA, gli altri sono in corso.
Secondo il professore universitario Hermes Pérez al 31 dicembre 2022 "il debito inadempiente accumulato ammonterebbe a circa 90.000 milioni di dollari".